# Witold Bańkowski
Witold Antoni Bańkowski (ur. 21 listopada 1864 w Narwidziszkach na Litwie, zm. 28 lutego 1940 w folwarku Radziejowszczyzna) – polski polityk i działacz samorządowy, poseł na Sejm Litwy Środkowej, prezydent Wilna (1919–1927).

## Życiorys
Ukończył szkołę realną w Wilnie, następnie studiował w Nowoaleksandryjskim Instytucie Rolniczym, z którego został relegowany. Od 1905 członek rady miejskiej Wilna, a w okresie 1912–1914 poseł do Dumy IV kadencji. 
W latach 1919–1927 pełnił funkcję prezydenta Wilna. Uczestniczył jako ekspert w negocjacjach w Rydze poświęconych wytyczyniu wschodniej granicy RP. 8 stycznia 1922 wybrano go posłem na Sejm Litwy Środkowej z okręgu Wilno–miasto. Reprezentował Zespół Stronnictw i Ugrupowań Narodowych opowiadające się za bezwarunkową inkorporacją tego obszaru do Polski. W nowym sejmie został szefem klubu narodowego ZSiUN. W marcu 1922 wybrany delegatem wileńskim na Sejm Ustawodawczy RP, jednak wkrótce zrzekł się mandatu.

## Życie prywatne
Syn Józefa i Stefanii z Wasilewskich. Żonaty ze Stefanią Koreywo. Miał dwie córki. 

## Odznaczenia
- Krzyż Komandorski Orderu Odrodzenia Polski (2 maja 1923)[3]